# Ogcodes fumatus
Ogcodes fumatus är en tvåvingeart som först beskrevs av Wilhelm Ferdinand Erichson 1846.  Ogcodes fumatus ingår i släktet Ogcodes och familjen kulflugor. Inga underarter finns listade i Catalogue of Life.